# Wyka lędźwianowata
Wyka lędźwianowata (Vicia lathyroides L.) – gatunek rośliny należący do rodziny bobowatych. Występuje w Europie, zachodniej Azji i północno-zachodniej Afryce. W Polsce rośnie głównie w zachodniej części kraju. Jest to drobna, roczna lub dwuletnia roślina kwitnąca wiosną. Rośnie w miejscach suchych.

## Rozmieszczenie geograficzne
Zwarty zasięg gatunku obejmuje Europę Zachodnią i Środkową – od Francji i Wielkiej Brytanii po zachodnią Polskę, Rumunię, Bułgarię i północną Grecję. Poza tym obszarem spotykany na rozproszonych stanowiskach w Europie Północnej wzdłuż wybrzeży Morza Bałtyckiego po Finlandię na północy, na Krymie, w rejonie Kaukazu, w Azji Mniejszej, w Grecji i na wyspach Morza Śródziemnego, na Półwyspie Iberyjskim oraz w Algierii i Maroku. Jako gatunek introdukowany rośnie w zachodniej i wschodniej części Stanów Zjednoczonych oraz na Nowej Zelandii.
W Polsce gatunek jest dość rozpowszechniony w zachodniej połowie kraju, poza tym rośnie na pojedynczych, rozproszonych stanowiskach, głównie w dolinie Wisły i Bugu.

## Morfologia
PokrójRoślina zielna osiągająca od kilku do 25 cm długości, o wątłym korzeniu i pędzie mniej lub bardziej pokrytym krótkimi i miękkimi włoskami (czasem nagim), rozgałęzionym od nasady. Łodygi rozesłane lub podnoszące się.
LiściePierzasto parzyście złożone, przy czym dolne tylko z jedną lub dwiema parami listków, a górne z dwiema–trzema, rzadko czterema parami. Dolne liście zakończone są krótkim kończykiem, a górne nierozgałęzionym wąsem. Listki osiągają od 2 do 15 mm długości, przy czym dolne są szerokie – odwrotnie sercowate lub jajowate, a górne silniej wydłużone do eliptycznych, na szczycie ucięte lub zaokrąglone, z krótkim ostrym koniuszkiem. Przylistki u nasady liścia niewielkie, całobrzegie.
KwiatyWyrastają pojedynczo w kątach liści i są prawie siedzące. Osiągają od 5 do 8 mm długości. Kielich lejkowato-dzwonkowaty, zielony i owłosiony, w dole zrosłodziałkowy, w górze z wolnymi, lancetowatymi ząbkami o zbliżonej długości. Korona kwiatu fioletowa. Żagielek jajowatookrągławy, na szczycie wycięty, skrzydełka zbliżone do niego długością, łódeczka zaokrąglona i niebieskofioletowa na końcu, krótsza od kielicha. Pręciki zrośnięte w wiązkę. Słupek krótki i gruby.
OwoceOdstające, czerniejące w miarę dojrzewania strąki, równowąskie, z ostrym dzióbkiem, osiągające do 25 mm długości i ok. 3–3,5 mm szerokości. Zawierają 5–10 nasion o kształcie sześciennym, o powierzchni brodawkowanej i czerwonobrunatnej, o długości ok. 0,9 do 1,9 mm.

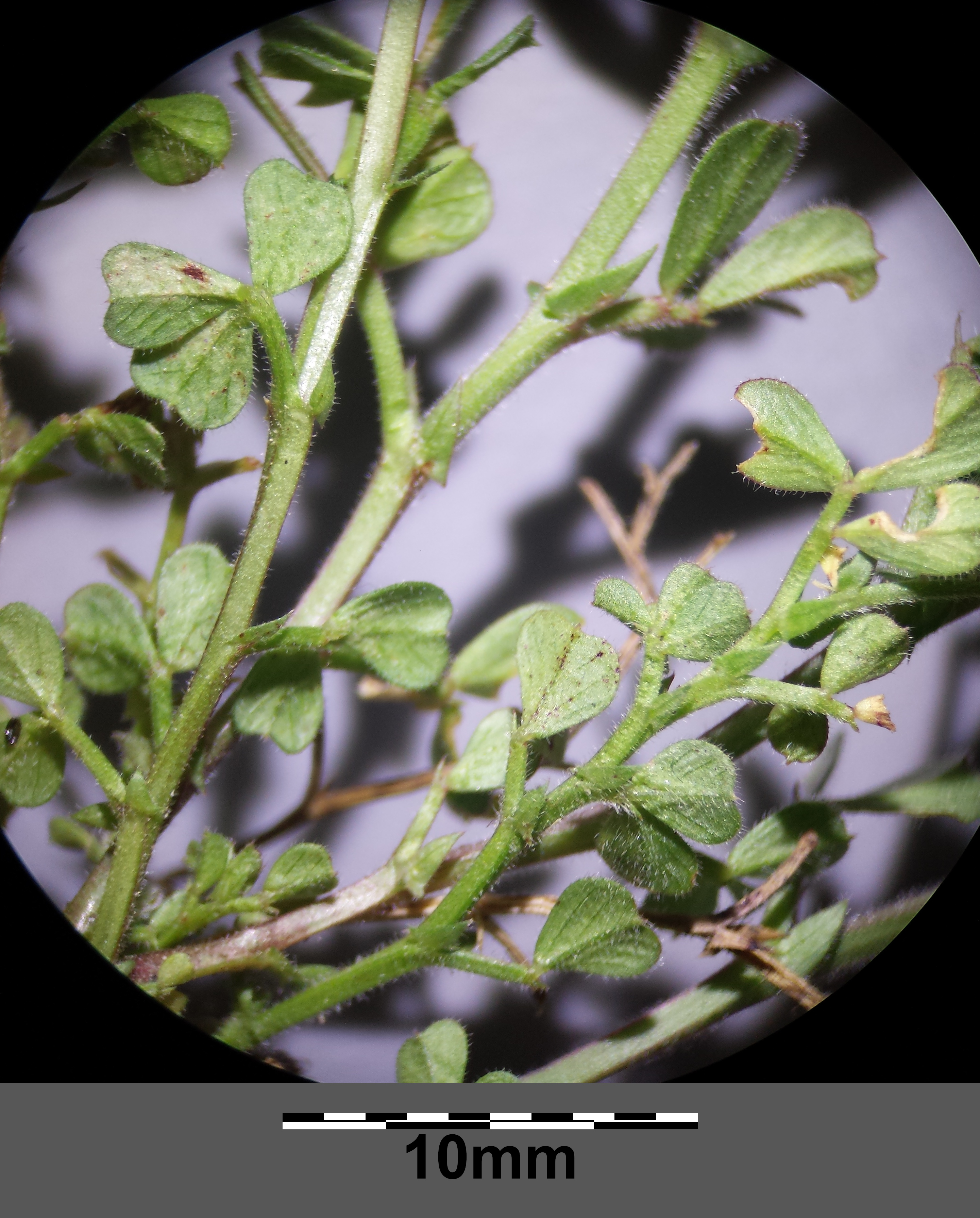
Liście w dole pędu
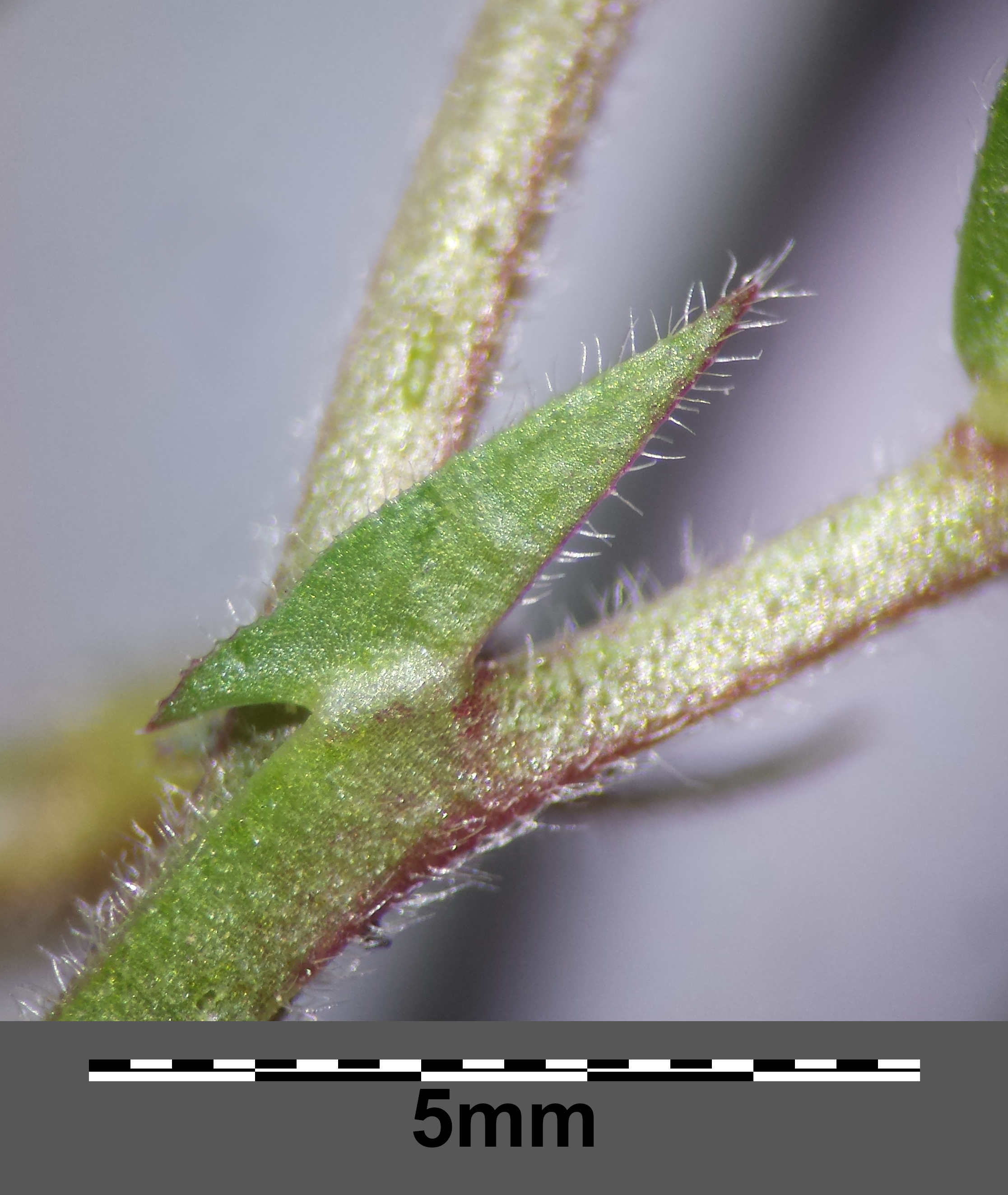
Przylistek
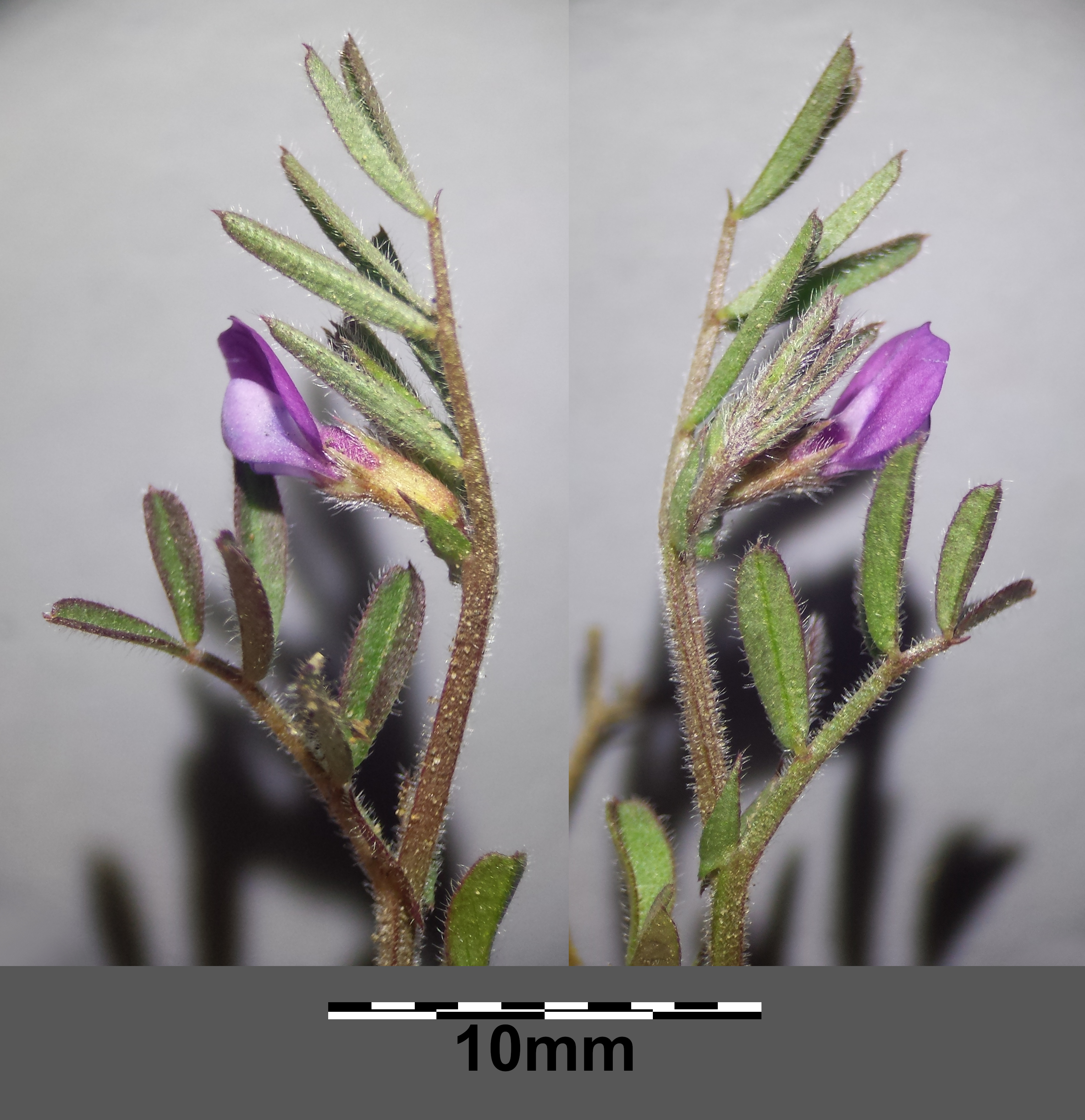
Kwiaty
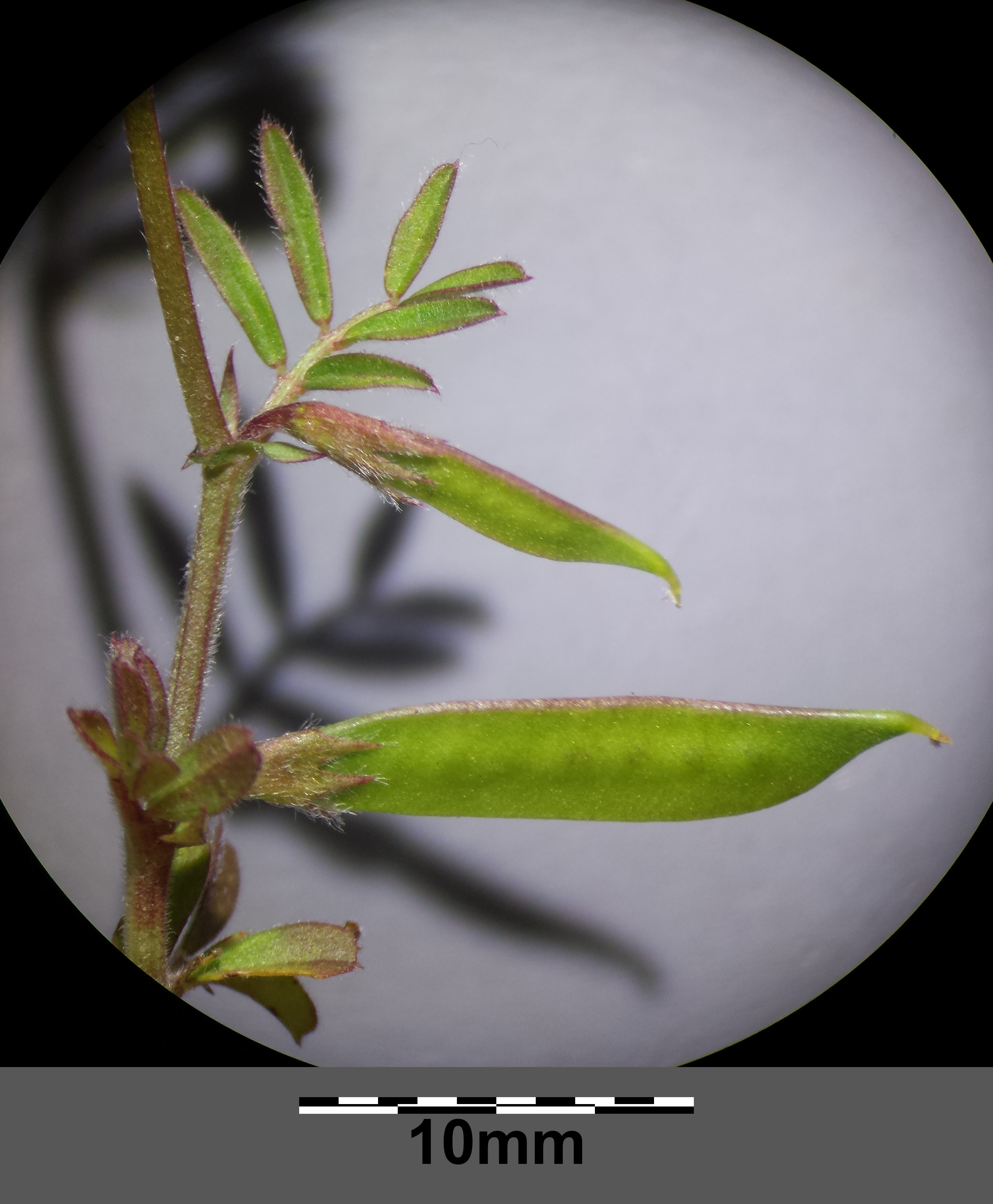
Owoce

Gatunki podobnePojedyncze, siedzące kwiaty ma wyka wąskolistna, zajmująca też podobne siedliska. Różni się ona dłuższymi (ponad 12 mm), bardziej purpurowymi kwiatami; górne jej liście mają po 4–7 par równowąskich listków (dolne jednak też bywają szersze i tylko z 1–3 parami listków); przylistki są ząbkowane; nasiona osiągają ponad 2 mm średnicy.

## Biologia i ekologia
Roślina jednoroczna lub dwuletnia. Kwitnie od kwietnia do czerwca. Liczba chromosomów: 2n = 12. 
Rośnie w miejscach suchych, na trawiastych stokach, przydrożach, w suchych lasach. Gatunek charakterystyczny dla związku zespołów muraw napiaskowych Vicio lathyroidis-Potentillion.